# Cherbourg-Octeville
Cherbourg-Octeville  (Tchidbouo - Otteville in normanno) è un ex comune francese di 40 342 abitanti situato nel dipartimento della Manica nella regione della Normandia. Dal 1º gennaio 2016 fa parte, come comune delegato, del nuovo comune di Cherbourg-en-Cotentin (del quale è capoluogo).

## Storia
Il comune nacque il 28 febbraio 2000 dalla fusione dei comuni di Cherbourg e di Octeville. Il 1º gennaio 2016 si fuse a sua volta con Équeurdreville-Hainneville, La Glacerie, Querqueville e Tourlaville nel nuovo comune di Cherbourg-en-Cotentin.

### Simboli
Lo stemma (senza le stelle, aggiunte nel XVIII secolo) è conosciuto dal 1532.

## Geografia antropica
È capoluogo della circoscrizione (arrondissement) omonima, una delle quattro del dipartimento, che comprende 15 cantoni e 189 comuni.
La stessa città è suddivisa in tre cantoni:
- Cherbourg-Octeville-Nord-Ouest: comprende parte del territorio di Cherbourg-Octeville;
- Cherbourg-Octeville-Sud-Est: comprende parte del territorio di Cherbourg-Octeville;
- Cherbourg-Octeville-Sud-Ouest: creato nel 2000 in occasione dell'accorpamento, comprende parte del territorio di Cherbourg-Octeville e inoltre altri 5 comuni:
  - Couville, Hardinvast, Martinvast, Saint-Martin-le-Gréard e Tollevast

Gli altri cantoni compresi nella circoscrizione sono: Barneville-Carteret, Beaumont-Hague, Bricquebec, Équeurdreville-Hainneville, Les Pieux, Montebourg, Quettehou, Saint-Pierre-Église, Saint-Sauveur-le-Vicomte, Sainte-Mère-Église, Tourlaville e Valognes.

## Società

### Evoluzione demografica
Abitanti censiti

## Amministrazione

### Gemellaggi
- Bremerhaven, dal 1960
- Deva
- Poole